# Panthiades deserta
Panthiades deserta är en fjärilsart som beskrevs av Max Wilhelm Karl Draudt 1920. Panthiades deserta ingår i släktet Panthiades och familjen juvelvingar. Inga underarter finns listade i Catalogue of Life.